# 요시노부역
요시노부역(일본어: 吉野生駅)은 일본 에히메현 기타우와군 마쓰노정에 위치한 시코쿠 여객철도 요도 선의 철도역이다. 역 번호는 G37이며, 상대식 승강장 2면 2선의 구조를 갖춘 지상역이다.

## 타는 곳
| 역사 측 | ■ 요도 선 | 하행 | 지카나가 · 우와지마 방면   |
| 반대 측 | ■ 요도 선 | 상행 | 에카와사키 · 구보카와 방면 |

## 역 주변
- 국도 제381호선

## 역사
- 1923년 12월 12일 : 우와지마 철도의 요시노역으로서 개업.
- 1933년 8월 1일 : 우와지마 철도 국유화. 동시에 이전해, 요시노부역으로 개칭.
- 1987년 4월 1일 : 일본국유철도 분할 민영화에 의해, 시코쿠 여객철도가 승계.

## 인접 역
| 시코쿠 여객철도 요도 선 | 시코쿠 여객철도 요도 선 | 시코쿠 여객철도 요도 선         |
| ----------------------- | ----------------------- | ------------------------------- |
| G 36 마쓰치 와카이 방면 | 요도 선                 | 마쓰마루 G 38 기타우와지마 방면 |